# Đảo Vella Lavella
 Vella Lavella  là một hòn đảo thuộc tỉnh Western (Tây), quần đảo Solomon. Nó nằm ở phía Tây của nhóm đảo New Georgia, nhưng Vella Lavella vẫn được xem là một phần của nhóm đảo này. Đi về phía tây của đảo và quần đảo Treasury.
Các đảo và vùng nước quanh đảo là nơi diễn ra trận hải chiến Vella Lavella trong Chiến tranh thế giới II. Trận chiến diễn ra trên đảo diễn ra từ ngày 15 tháng 8 đến 09 tháng 10 năm 1943.